# Shahpura
|  | Per a altres significats, vegeu «Shahpura (desambiguació)». |

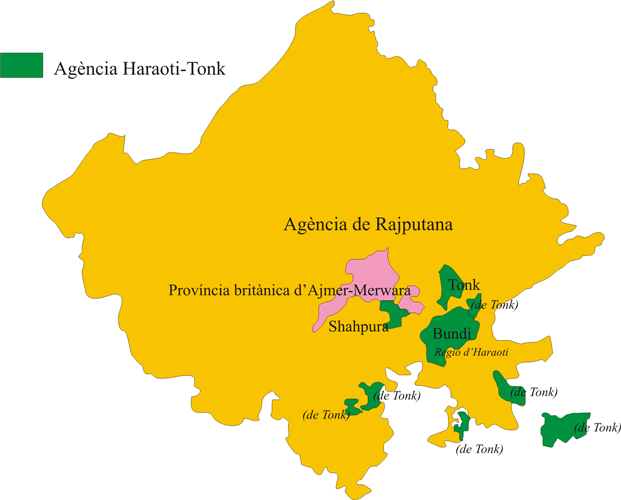
Shahpura, dins l'agencia d'Haraoti-Tonk a l'Agència de Rajputana

Shapura fou un principat de la Rajputana dins l'agència d'Haraoti i Tonk, amb una superfície de 1048 km². La capital era Shahpura (ciutat). El 1903 li fou concedida la salutació de nou canonades.

## Geografia
Limitava al nord i nord-est amb el districte d'Ajmer de la província britànica d'Ajmer-Merwara; al nord-est tocava també amb Kishangarh; i la resta dels límits afrontava amb territori d'Udaipur. Al nord corren dos petits rius el Khari i el Mansi que circulen d'est a oest i s'uneixen prop de Phulia per acabar desaiguant al Banas al nord de Deoli.

## Demografia
L'estat tenia 133 pobles i llogarets. La població de 63.646 del 1891 s'havia reduït a 42676 el 1901 per les baixes causades per la fam del 1899-1900 (va patir altres fams però excepte la de 1869-1870 que fou dramàtica, les altes gairebé no són recordades). La població el 1931 era de 54.233 habitants.
Els hindús són el 90%, els musulmans el 6% i els jains el 3%; per castes predominen bramans, gujars i jats, tots agricultors, i els mahajans, comerciants.
L'analfabetisme el 1901 era del 94,5%, i de més del 99% entre les dones. L'estat disposava només d'un hospital a la capital.

## Economia
Més de la meitat de la població es dedicava a l'agricultura però hi havia també algunes indústries tèxtils (cotó) i d'estores, i una mica de ceràmica.

## Govern i administració
La família reial pertany al clan ranawat dels rajput sesòdia descendents d'Amar Singh I, rana de Mewar (segle XVI) a través del seu fill Suraj Mal.
El raja governava assistit per un kamdar o ministre principal del que depenien el recaptador de taxes i els quatre tashildars (governadors de districte). Els tashils (districtes) eren quatre: Shahpura, Dikhola, Kothian i Phulia.
Els tashildars eren magistrats judicials de tercera classe i sobre ells estaven les corts dels faujdari (criminal) i els diwani (civil) presidides per dos oficials anomenats hakims. Per damunt de tots hi havia un oficial judicial, i finalment la cort suprema d'apel·lació o Mahakma khas.
L'estat disposava d'un reduït exèrcit (285 soldats dels quals 44 eren de cavalleria) i una força de policia de 400 homes (42 muntats). La presó podia allotjar a 29 presoners.
64 dels pobles de l'estat eren khalsa (dominis del sobirà), 52 jagirs i 16 muafi. Aquestes darreres eren terres concedides gratuïtament, mentre les jagir eren a canvi de serveis, i les khalsa pagaven un tribut fixat.

### Escut i bandera
L'escut del principat no s'esmenta ni per Flicher ni per Mc Meekin; una imatge apareix als segells però no és prou clara; sembla que podria ser un escut amb els colors de la panchranga en el mateix orde que la bandera, sostingut per dos hanumans i al damunt un sol amb rostre; a la part inferior un sòl de terra sobre el que trepitgen els dos hanumans, i sota el terra una cinta amb inscripció en lletres sànscrites.
La bandera la descriu André Flicher: la Panchranga amb les franges en el següent orde: verd, blau fosc, groc, roig i blanc.

### Segells i monedes
A la capital hi havia oficina de correus i telègraf; el principat tenia sistema postal propi i emissions locals apareixen entre 1898 i 1949.
La moneda local fou la Gyarah sana (o Igarah sana) posada en circulació per primer cop entre 1760 i 1780, però circulava també la moneda de l'Índia Britànica i el chitori de Mewar. Després del 1870 la moneda local es va deixar d'emetre si bé va circular fins ben entrat el segle XX.

## Història
El principat es va crear el 1629 quan l'emperador Shah Djahan va concedir a Sujan Singh (fill de Suraj Mal), com a recompensa pels seus servis, la pargana de Phulia excepte les terres imperials d'Ajmer, a canvi de posar en servei de l'imperi a 50 cavallers. Sujan va canviar el nom del territori a Shahpura (ciutat de l'emperador) i va fundar la ciutat de Shahpura.
Va morir el 1658 a la batalla de Dharmat o Fatehabad, prop d'Ujjain, quan combatia contra Aurangzeb. El seu fill Himmat Singh era menor i fou deposat al cap d'uns anys per un oncle, el fill del qual, Bharat Singh, va rebre d'Aurangzeb el títol de raja.
Bharat va combatre al servei de maharana Sangram Singh II de Mewar contra Mewati Ranbaj Khan; el 1729 fou enderrocat i empresonat (va morir a la presó al cap de poc) pel seu fill Umaid Singh I, el qual va morir en la batalla d'Ujjain el 14 de gener de 1769 quan lluitava al servei del rana Ari Singh de Mewar contra Mahadji Sindhia.
Amar Singh (1796-1827) va rebre del maharana de Mewar el títol de raja dhiraj, que encara porten els seus successors. El27 de juny de 1848 un sanad (decret) va establir el tribut que l'estat havia de pagar a la Companyia Britànica de les Índies Orientals (10.000 rupies).
El 1870 Nahar Singh, senyor de Dhanop, quart descendent d'un segon fill d'Umaid Singh I, va pujar al poder per adopció amb 15 anys, va rebre els poders executius el 1876 i va governar fins a la seva mort el 24 de juny de 1932 en què el va succeir el seu fill Umaid Singh II que des del 1912 era ministre en cap o Kamdar. El mateix sobirà posseïa el principat de Kacchola a Udaipur pel que pagava tribut i prestava serveis com un dels nobles d'aquest principat.
Umaid Singh II va abdicar a favor del seu fill Sudershan Singh el 3 de febrer de 1947; el nou sobirà va integrar l'estat a la Unió del Rajasthan (25 de març de 1948) i després al Gran Rajasthan (30 de març de 1949), amb el qual i la Unió de Matsya es va formar l'estat indi de Rajasthan el 15 de maig de 1949.

## Governants
- 1.	Suraj Mal
- 2.	Sujan Singh 1629-1658
- 3.	Himmat Singh 1658-1670,
- 4.	Daulat Singh 1670-1685
- 5.	Bharat Singh 1685-1729
- 6.	Umaid Singh I 1729/1769
- 7.	Ram Singh 1769-1774
- 8.	Bhim Singh 1774-1796
- 9.	Amar Singh 1796-1827
- 10.	Madho Singh 1827-1845
- 11.	Jagat Singh 1845-1853
- 12.	Lakshman Singh 1853-1870
- 13.	Nahar Singh 1870-1932
- 14.	Umaid Singh II 1932-1947 (ministre en cap 1912-1932)
- 15.	Sudershan Singh 1947-1949